# Lista krajów największych producentów uranu
Poniższa lista przedstawia listę krajów według produkcji uranu. Lista została opracowana przez Światowe Stowarzyszenie Jądrowe, w roku 2018. 

## Lista w roku 2018
| Miejsce | Państwo           | Wydobycie uranu (tony) |
| ------- | ----------------- | ---------------------- |
|         | świat             | 53 498                 |
| 1       | Kazachstan        | 21 705                 |
| 2       | Kanada            | 7 001                  |
| 3       | Australia         | 6 517                  |
| 4       | Namibia           | 5 525                  |
| 5       | Niger             | 2 911                  |
| 6       | Rosja             | 2 904                  |
| 7       | Uzbekistan        | 2 404                  |
| 8       | Chiny             | 1 885                  |
| 9       | Ukraina           | 1 180                  |
| 10      | Stany Zjednoczone | 582                    |
| 11      | Indie             | 423                    |
| 12      | Południowa Afryka | 346                    |
| 13      | Iran              | 71                     |
| 14      | Pakistan          | 45                     |